# John Lyman
John Goodwin Lyman (* 29. September 1886 in Biddeford, Maine; † 26. Mai 1967 in Barbados, Westindische Inseln) war ein kanadischer Maler, Kunstkritiker, Lehrer und Förderer der modernen Kunst in Kanada. Er gilt als wichtige Figur bei der Einführung europäischer Kunstströmungen in Québec und der Entwicklung eines internationalen Kunststils in Kanada.

## Leben
John Lyman wurde in Maine geboren, zog nach Montreal und begann 1907 in Europa Kunst zu studieren. Besonders prägend war seine Zeit an der Académie Matisse in Paris, wo er von Henri Matisse beeinflusst wurde. Seine frühen, stark vom Fauvismus inspirierten Werke stießen in Kanada zunächst auf Ablehnung. Zwischen 1913 und 1931 lebte er in Frankreich, Spanien und Nordafrika. In Tanger arbeitete er zusammen mit Henri Matisse und seinem kanadischen Malerkollegen James Wilson Morrice. Die Weltwirtschaftskrise zwingt ihn zur Rückkehr nach Kanada.
Nach seiner Rückkehr eröffnete John Lyman 1931 das Atelier, eine Kunstschule in Montreal, die jedoch nach kurzer Zeit wieder schließen musste. Er machte sich einen Namen als Kunstkritiker (z. B. für The Montrealer, 1936–1942) und engagierte sich für die moderne Kunst. Er gründete 1938 die Eastern Group of Painters und war 1939 Mitbegründer der Contemporary Art Society (CAS), die modernistische Strömungen förderte und internationale Kunst nach Kanada brachte. Die CAS wurde 1948 aufgelöst, nachdem interne Konflikte die Arbeit unmöglich gemacht hatten.
John Lyman nahm 1949 eine Professur an der McGill University an, wo er ab 1952 die kunstwissenschaftliche Fakultät leitete. Sein künstlerisches Werk, das vom Fauvismus beeinflusst, jedoch gemäßigter und emotional distanzierter ist, umfasst vor allem Porträts, Landschaften und Figurenstudien. Zu seinen bedeutendsten Werken zählen Woman With a White Collar (1936) und Profile of Corinne (1913). John Lyman starb 1967 in Barbados.